# Isoperla bilineata
Isoperla bilineata és una espècie d'insecte plecòpter pertanyent a la família dels perlòdids.

## Descripció
- Els adults són de color marró oliva.[7]

## Hàbitat
En el seu estadi immadur és aquàtic i viu a l'aigua dolça, mentre que com a adult és terrestre i volador (entre el maig i el juny).

## Distribució geogràfica
Es troba a Nord-amèrica: el Canadà (Manitoba, Nova Brunswick, Terranova i Labrador, Ontario, el Quebec i Saskatchewan) i els Estats Units (Alabama, Florida, Colorado, Connecticut, Iowa, Illinois, Indiana, Kansas, Kentucky, Massachusetts, Maine, Michigan, Minnesota, Missouri, Mississipi, Carolina del Nord, Dakota del Nord, Nebraska, Nova York, Ohio, Pennsilvània, Dakota del Sud, Virgínia, Wisconsin i Virgínia Occidental), incloent-hi el llac Superior, el llac Huron i el riu Ohio.